# Seznam chráněných území v Ománu
Seznam chráněných území v Ománu.

## Chráněná území
- Národní park al-Salíl
- ostrovy al-Dimaníjat
- Přírodní rezervace Džebel Samhan
- Útočiště přímorožce arabského
- Želví rezervace Ras al-Hadd